# Arutz Sheva

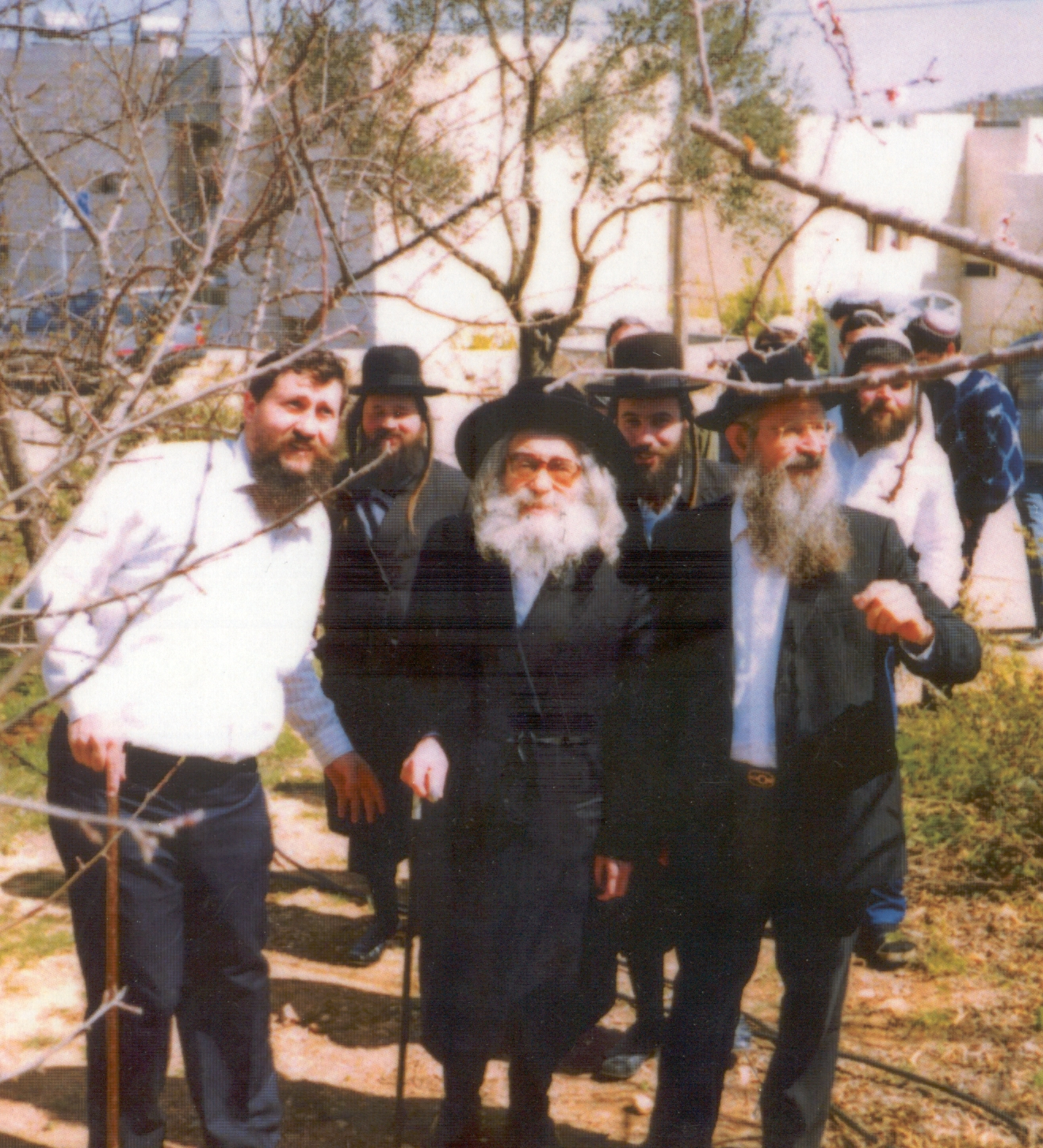
O presidente da Arutz Sheva, Ya'akov Katz (frente esquerda) e o fundador Zalman Baruch Melamed (frente direita) durante uma visita do Rebe Pinchas Menachem Alter (centro) a Beit El em 1990

Arutz Sheva (em hebraico:  ערוץ 7, lit. Channel 7), também conhecido em inglês como Israel National News, é uma rede de mídia israelense que se identifica com o sionismo religioso. Oferece artigos de notícias online em hebraico, inglês e russo, assim como rádio ao vivo, vídeos e podcasts gratuitos. Também publica um jornal diário, B'Sheva, com a terceira maior circulação de fim de semana do país.

## História
Nos anos 70, foi lançada uma estação de rádio off-line, Voice of Peace, transmitindo mensagens pacifistas. Em resposta, o rabino Zalman Baruch Melamed lançou a estação de rádio Arutz Sheva em 1988, destinada a israelenses que se opunham às negociações com a Organização de Libertação da Palestina. Sediada em Beit El, a estação gerou sua transmissão nas ondas aéreas de Israel a partir do navio MV Eretz HaTzvi, no mar Mediterrâneo. Foi uma das primeiras estações de rádio da Internet e foi usada como testador beta do RealPlayer. De 1996 a 2002, Arutz Sheva transmitiu em russo. Em 2003, a Arutz Sheva interrompeu suas operações de rádio após tentativas de legalizá-la.

## Disputa legal
Em fevereiro de 1999, o Knesset aprovou uma lei que concedia uma licença a Arutz Sheva e a absolveu de radiodifusão ilegal anterior, mas isso foi apelado à Suprema Corte de Israel, que declarou a lei nula em março de 2002. Em outubro de 2003, dez funcionários da Arutz Sheva foram condenados por operar uma estação de rádio ilegal durante o período de 1995 a 1998, tanto de dentro das águas territoriais de Israel quanto de Beit El. Os réus foram multados e condenados a 3 a 6 meses de serviço comunitário. A promotoria apelou, tentando obter sentenças mais pesadas, mas foi fortemente criticada pelo tribunal de apelação por lidar com o caso, e a promotoria foi instruída a desistir da apelação ou enfrentar uma investigação sobre sua conduta durante todo o julgamento. O diretor da estação Ya'akov "Katzele" Katz também foi condenado por duas acusações de perjúrio por ter mentido sobre a localização das transmissões. Em 2006, Katz foi perdoado pelo presidente Moshe Katsav.

## Departamentos

### Internet
Arutz Sheva opera seu sítio desde 1995. O editor-chefe é Uzi Baruch, que sucedeu a Baruch Gordon e Hillel Fendel. Hoje, três versões do sítio são oferecidas: hebraico, inglês e russo. Inclui artigos de notícias, resumos de notícias, vídeos, artigos de opinião, uma seção de judaísmo, pesquisas de opinião e caricaturas. Arutz Sheva oferece vídeos de streaming online em hebraico e inglês com a apresentadora e produtora Yoni Kempinski, o repórter do Knesset Hezki Ezra, o correspondente internacional Eliran Aharon e outros. A jukebox de Arutz Sheva oferece uma seleção de músicas judaicas, incluindo músicas judaicas, de Israel, Hassidic e Mizrahi, além de músicas para feriados judaicos e eventos especiais.

### Rádio

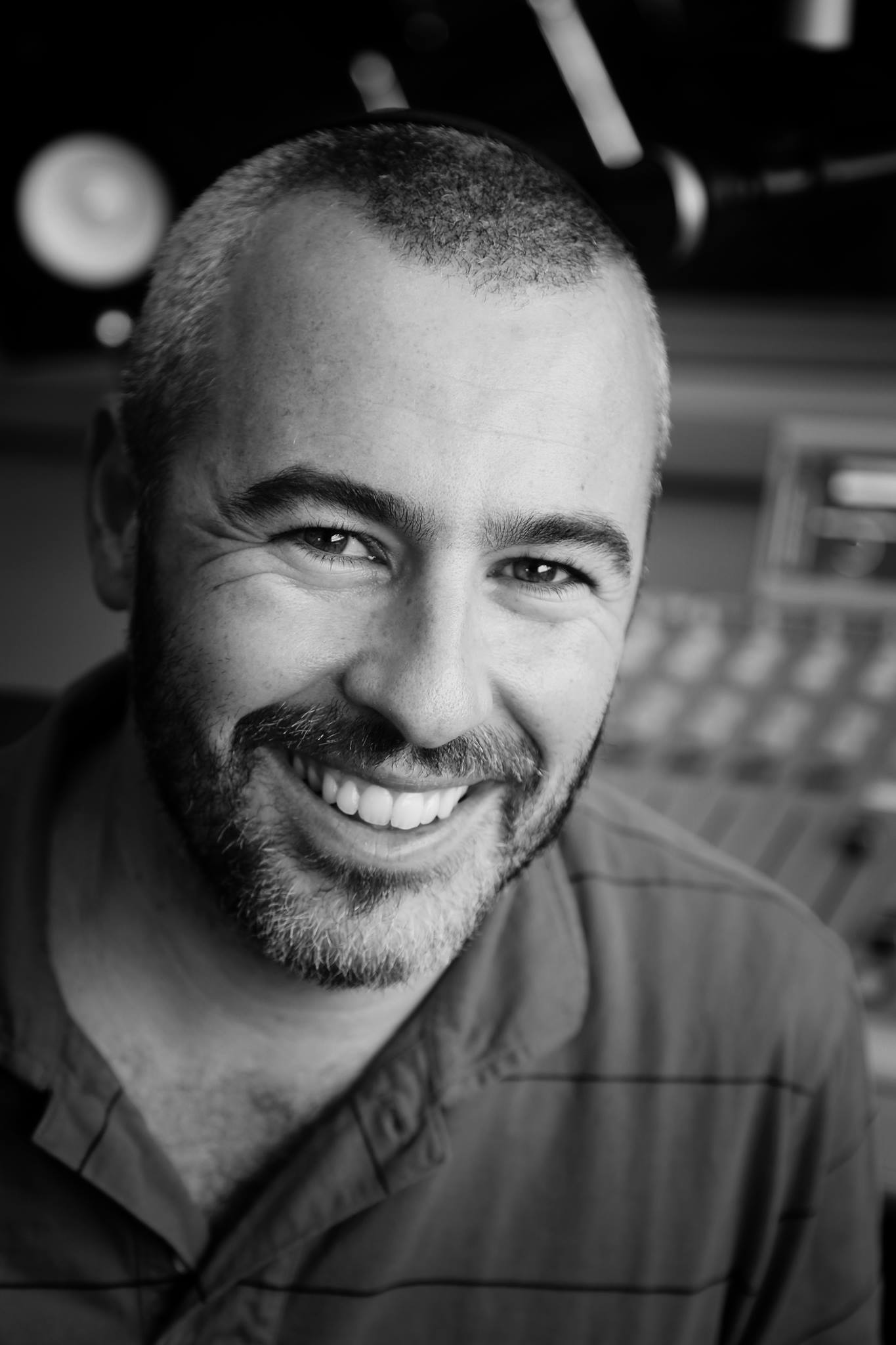
Yishai Fleisher, diretor do programa Arutz Sheva de 2003 a 2011

A Rádio Nacional de Israel é a estação de rádio na Internet em inglês de Arutz Sheva, operando em Beit El. Ele é transmitido principalmente pela Internet, é transmitido em estações de rádio nos Estados Unidos, Canadá e África do Sul e afirma seus propósitos como difundir a palavra de Israel a judeus e apoiadores de Israel no mundo de língua inglesa, bem como aos anglófonos que vivem. em Israel, e ser a arquetípica "Luz para as Nações". Durante os shows, as pessoas podem telefonar para números internacionais gratuitos ou conversar com outros ouvintes. O slogan da estação é "a maior rede independente de notícias novas no Oriente Médio".[carece de fontes?]
A Rádio Nacional de Israel é composta de notícias a cada hora e podcasts ao vivo e pré-gravados. Esses programas incluem comentários de assuntos atuais, talk shows gerais, música e programas da Torá. Os podcasts na estação incluem Tamar Yonah, Yishai Fleisher, The Struggle (com Yehuda HaKohen), Israel Beat (um programa de música), Walter's World (com Walter Bingham), Land Minds (com Dovid Wilner e Barnea Selavan), Temple Talk (apresentado pelo rabino Chaim Richman), uma luz para as nações, o show de Jay Shapiro, Torah Tidbits Audio (com Phil Chernofsky) e a revolução de Aliyah (co-organizada por Go'el Jasper e Daniel Esses).[carece de fontes?]

### Impressão
O B'Sheva é o terceiro jornal semanal de maior leitura de Israel, com uma taxa de exposição de 6,8%, segundo a pesquisa TGI. O artigo é distribuído gratuitamente para mais de 150.000 casas.[carece de fontes?]

## Postura política
Arutz Sheva se vê como um contrapeso a "atitudes de 'pensamento negativo' e 'pós-sionista'." Foi identificado com o movimento de assentamentos israelense.